# Brachycerasphora
Brachycerasphora là một chi nhện trong họ Linyphiidae.